# 上塘村
上塘村是中华人民共和国广东省广州市从化区太平镇所辖的一个行政村。村委会设在谭庄，位于神岗圩北面约7千米。1958年人民公社化时成立钟楼大队，因驻在钟楼而得名。1983年12月并入井岗乡，1987年1月分出改称村。辖9条自然村（谭庄、公里、米田、瓦窑、上塘、田庄、龙水井、山贝、塔竹）。1998年时，全村共有553户，人口2643人。